# 대오천역
대오천역(大五川驛)은 량강도 운흥군에 위치한 백두산청년선, 오시천선의 철도역이다.